# Selbstmanagement-Therapie
Die Selbstmanagement-Therapie ist eine Methode der Verhaltenstherapie, begründet von Frederick Kanfer, Hans Reinecker und Dieter Schmelzer. Therapieziel ist, das Selbstmanagement des Patienten zu verbessern. In der Regel ist die Therapie auf ein bestimmtes Problemfeld des Patienten fokussiert (z. B. Alkoholkrankheit und ihre Folgen).
Der Begriff Selbstmanagement-Therapie (im Folgenden SM-T) wird oft missverstanden, indem angenommen wird, es sei eine Therapie in Eigenregie (als Selbstbehandlung), mit der man sein Selbstmanagement (z. B. sein Zeitmanagement) verbessern könne.
In einer SM-T
- leitet der Therapeut den Klienten zu besserer Selbststeuerung an und
- motiviert und befähigt ihn mit seiner Anleitung dazu, bestimmte Probleme möglichst aktiv, selbständig, eigenständig und effizient zu bewältigen

Das tut er in der Regel so lange (oft in einem ausschleichenden Prozess), bis der Patient auf externe professionelle Hilfe verzichten kann.

## Definition von Selbstmanagement
Unter Selbstmanagement verstehen König und Kleinmann (2006) „alle Bemühungen einer Person, das eigene Verhalten zielgerichtet zu beeinflussen“. Für die Autoren ist dies eine Arbeitsdefinition, die vor allem auf Berufstätigkeiten mit großen Spielräumen angewendet werden kann; also für Tätigkeiten, die nicht ständig von einem Vorgesetzten beeinflusst werden. Freischaffend Arbeitende (etwa Grafiker oder Selbstständige) brauchen ein effizientes Selbstmanagement mehr als andere,
- weil sie keinen Vorgesetzten haben, der ihnen eine Tagesstruktur auferlegt, und/oder
- weil ihr Arbeitsoutput quantitativ und/oder qualitativ schwer messbar ist (oft wissen solche Arbeitenden selbst am Ende eines Tages kaum, wie produktiv und effizient ihre Arbeit war, und unter- oder überschätzen sie).

Manz (1986, zitiert nach König & Kleinmann, 2006) beschreibt Selbstmanagement als einen Satz von behavioralen und kognitiven Strategien, die Individuen helfen,
- ihre Umgebung zu strukturieren,
- Selbstmotivierung aufzubauen bzw. zu erhalten und
- Verhalten zu erleichtern, welches angemessen für die Erreichung von Leistungsstandards ist.

Jeder betreibt Selbstmanagement, aber nicht jeder ist ein erfolgreicher Selbstmanager: Es gibt auch dysfunktionales Selbstmanagement (Karoly, 1993, zitiert nach Frayne & Geringer, 2000).
Da Selbstmanagement eine trainierbare Fähigkeit ist, kann man durch Lernprozesse seine Selbstmanagement-Fähigkeiten verbessern.

## Philosophische und praktische Basisannahmen
Langfristige Oberziele der Therapie sind Autonomie und Selbstregulation, da davon ausgegangen wird, dass das menschliche Streben nach Selbstbestimmung, Eigenverantwortung, Selbstregulation und Selbstständigkeit Ziele darstellt, die im Rahmen der SM-Therapie angestrebt werden. Dabei geht man von einer aktiven Rolle des Menschen aus, in deren Rahmen an einer Maximierung der persönlichen Freiheit gearbeitet wird, zudem von einer ganzheitlichen Konzeption des Person-Modells mit einem prinzipiellen Pluralismus der Werte, Anschauungen und Lebensstile, bei der Raum bleibt für die Entwicklung individueller Ziele und Lebensvorstellungen, die sich dynamisch ändern können. Diese Fähigkeit ist prinzipiell lernbar und nicht angeboren.
Praktisch bedeutet das den Versuch, die Entscheidungsfreiheit und Eigenverantwortung des Patienten zu maximieren und das Prinzip der minimalen Intervention zu befolgen. Der Therapeut schreibt dem Patienten nicht vor, was Probleme oder Therapieziele sein könnten, sondern entwickelt diese gemeinsam mit ihm.

## Grundlagen
Die dahinter stehende Sichtweise ist eng verknüpft mit Ansätzen der sozialen Lerntheorie, der Selbstkontrolle und Selbstregulation und der kognitiven Verhaltenstherapie bzw. mit den Namen Albert Bandura, Frederick Kanfer oder Donald Meichenbaum. Auch Hans Reinecker ist ein wichtiger Vertreter des therapeutischen Ansatzes. Dieser beschrieb in seiner 1995 erschienenen deutschen Ausgabe des Kanfer-Buches Selbstmanagement-Therapie (SM-T) auch genau, was die spezieller verstandene Bedeutung des Begriffes im Sinne Kanfers ausmacht. Er betont dabei, dass es vor allem um ein bestimmtes Verständnis des gesamten diagnostisch-therapeutischen Prozesses geht, der weniger im Anwenden bestimmter Selbstregulationsmethoden besteht, sondern eine generelle Therapeutenhaltung und ein 7-phasiges Prozessmodell für die systematische Umsetzung von Veränderungen in die Praxis beinhaltet. Die SM-T hat eine spezielle Behandlungsphilosophie, ein spezielles Menschenbild, eigene theoretische Grundannahmen sowie einen eigenen Bezug auf Befunde der psychologischen Grundlagenforschung, aus denen sich eigene praktische Umsetzungen ergeben.
Selbstmanagement-Therapie ist keine Anleitung zu Egoismus oder rücksichtsloser Selbstdurchsetzung, keine Verhaltensveränderung mit anderem Namen in humanistischer Verkleidung und hat nichts mit „Management“ oder dem Wirtschafts- und Geschäftsleben zu tun. Es ist kein Allheilmittel, keine neue Therapieschule, bedeutet weder für den Therapeuten noch für den Klienten Verantwortungslosigkeit, hat feste Grenzen und ist weder offen noch für alles wertfrei. 
Unter Therapie wird die Umsetzung eines systematischen Veränderungsprozesses verstanden, der an den Problemen des Patienten ansetzt, deren jeweilige Bedingungen analysiert, Therapieziele zu klären versucht und sich im weiteren Verlauf an diesen orientiert, sich dabei anhand der jeweils eintretenden Ergebnisse selbst steuert, und zwar so lange, bis ein gewisser Zielerreichungsgrad (z. B. das subjektive Optimum) erreicht ist.
Dabei besitzt der Patient immer ein hohes Maß an Selbstverantwortung, Prozessorientierung, Ziel- und Motivationsklärung, bis er am Ende – auch durch die strukturierte Anleitung zur Selbststeuerung – wieder ohne therapeutische Unterstützung leben kann.
Selbstmanagement-Fertigkeiten sind z. B. Selbstbeobachtung, Selbstinstruktionen, Zielklärung und -setzung, Selbstverstärkung, Selbstkontrolle.
Selbstmanagement-Strategien können in einer Psychotherapie oder eigenständig mit Hilfe von Selbsthilfe-Manualen und Ratgeberbüchern erlernt werden. Voraussetzungen dafür sind 1. das Erkennen von Defiziten und 2. die Bereitschaft, an sich zu arbeiten. Wichtig sind
1. ein konkretes Ziel
2. ein realistisches Ziel
3. ein Ziel, das der Betroffene selbst kontrollieren kann
4. eine Belohnung bei Zielerreichung.

Außerhalb der Selbstmanagement-Therapie bezeichnet der Begriff Selbstmanagement das Managen der eigenen Person beziehungsweise des eigenen Handelns. In diesem Zusammenhang steht der Ausdruck beispielsweise für das persönliche Zeitmanagement (einschließlich der Setzung von Prioritäten, Planung und effektivem Handeln) in Bezug auf die persönliche Lebensplanung im Privat- und Berufsleben.

## Der kognitiv-behaviorale Ansatz des Selbstmanagements
Basierend auf lerntheoretischen Überlegungen wurde der erste Ansatz des Selbstmanagements entwickelt: der kognitiv-behaviorale Ansatz (z. B. Cautela, 1969; Mahoney, 1972, zitiert nach König & Kleinmann, 2006). Die Grundannahme der Theorie ist, dass Verhalten, welches zu etwas Positivem führt, häufiger auftritt (positive Verstärkung), während Verhalten, das zu etwas Negativem führt, zurückgeht (Bestrafung).
Verhalten kann auch durch Reize beeinflusst werden. Bestimmtes Verhalten tritt nur auf, wenn bestimmte mit dem Verhalten assoziierte Reize vorhanden sind. Nach dem ABC-Schema (aus dem Englischen: A wie „antecendents“ (Hinweisreiz), B wie „behavior“ (Verhalten) und C wie „consequences“ (Konsequenzen)) sind mit dem Verhalten auch bestimmte Konsequenzen assoziiert. Nach dem behavioralen Ansatz können Personen selbst die Wahrscheinlichkeit verändern, ein bestimmtes Verhalten zu zeigen (Mahoney, 1972, zitiert nach König & Kleinmann, 2006). Sie können sich selbst verstärken, sich selbst bestrafen oder Stimuluskontrolle betreiben (versuchen zu verhindern, dass Reize auftreten, welche mit einem negativen Verhalten assoziiert sind).
Als kognitive Komponente des Ansatzes wurde die Selbstwirksamkeit (Bandura, 1977, zitiert nach König & Kleinmann, 2006), eine zentrale Komponente des kognitiv-behavioralen Selbstmanagement-Ansatzes, ins Feld geführt. Selbstwirksamkeit: Man rechnet damit/erwartet, ein bestimmtes Verhalten ausführen zu können.

## Das 7-Phasen-Modell der Selbstmanagement-Therapie
Für den Ablauf einer Therapie schlägt Kanfer ein Vorgehen in sieben Phasen vor:
1. Eingangsphase – Schaffung günstiger Ausgangsbedingungen
2. Aufbau von Änderungsmotivation und (vorläufige) Auswahl von Änderungsbereichen
3. Verhaltensanalyse: Problembeschreibung und Suche nach aufrechterhaltenden Bedingungen
4. Klären und Vereinbaren therapeutischer Ziele
5. Planung, Auswahl und Durchführung spezieller Methoden (als Mittel zum Ziel)
6. Evaluation der Fortschritte
7. Endphase – Erfolgsoptimierung und Abschluss der Beratung/Therapie[1]

## Die 11 Gesetze der Selbstmanagement-Therapie
Kanfer gibt elf Anweisungen für den Therapeuten/die Therapeutin, welche aus seiner Sicht den Therapieerfolg fördern:
1. Verlange niemals von Klienten, gegen ihre eigenen Interessen zu handeln.
2. Arbeite zukunftsorientiert, suche nach konkreten Lösungen und richte die Aufmerksamkeit auf die Stärken von Klienten.
3. Spiele nicht den „lieben Gott“, indem du Verantwortung für das Leben von Klienten übernimmst.
4. Säge nicht den Ast ab, auf dem die Klienten sitzen, bevor du ihnen geholfen hast, eine Leiter zu bauen, auf der sie herabsteigen können.
5. Klienten haben immer recht.
6. Bevor du ein problematisches Verhalten nicht konkret vor Augen hast, weißt du nicht, worum es eigentlich geht.
7. Du kannst nur mit Klienten arbeiten, die anwesend sind.
8. Peile kleine, machbare Fortschritte von Woche zu Woche an und hüte dich vor utopischen Fernzielen.
9. Bedenke, dass die Informationsverarbeitungskapazität von Menschen begrenzt ist.
10. Wenn du in der Beratungs-/Therapiestunde härter arbeitest als Deine Klienten, machst du etwas falsch.
11. Spare nicht mit Anerkennung für die Fortschritte von Klienten.[1]

## S.M.A.R.T.-Regel der Zielsetzung
Im Managementbereich hat sich bezüglich Zielsetzung die S.M.A.R.T.-Regel durchsetzen können (Gächter, 2007). Die S.M.A.R.T.-Regel wurde erstmals von Drucker (1956) in seinem Buch über Management by Objectives (MBO, Management durch Zielvorgaben) umrissen. Nach Drucker (1956) wird durch die S.M.A.R.T.-Methode die Gültigkeit der Zielsetzung überprüft. Die S.M.A.R.T.-Regel beinhaltet die folgenden Punkte:
Spezifisch (im Gegensatz zu allgemein)
Messbar (Quantität/Qualität)
Attraktiv (lohnend/herausfordernd)
Realistisch (machbar unter den gegebenen Voraussetzungen)
Terminiert (zeitlich fixiert)

## Wirkung von Zielsetzung
Nach Locke und Latham (2002) beeinflusst die Zielsetzung die Leistung durch vier Mechanismen.
1. Zielsetzungen haben eine direktive Funktion. Sie bewirken Aufmerksamkeitssteuerung auf zielrelevante Tätigkeiten hin. Nicht zielrelevante Tätigkeiten werden in den Hintergrund gedrängt. Diese Zielgerichtetheit findet sowohl kognitiv als auch auf der Verhaltensebene statt.
2. Zielsetzungsprozesse mobilisieren Energie und Anstrengungsbereitschaft, d. h. Ziele haben eine energetisierende (motivationssteigernde) Funktion. Höher gesteckte Ziele führen dabei zu höherer Anstrengung als niedrigere Zielsetzungen.
3. Zielsetzungen wirken positiv auf die Ausdauer.
4. Zielsetzungen wirken sich indirekt auch auf die Tätigkeiten an sich aus, indem sie die Aneignung und Anwendung von aufgabenrelevantem Wissen und von adäquaten Arbeitsstrategien ankurbeln (Wood & Locke, 1990, zit. nach Locke & Latham, 2002).

## Psychotherapieforschung

### Wie wirksam ist das psychotherapeutische Verfahren Selbstmanagement-Therapie?
In der Meta-Analyse zur Wirksamkeit von Psychotherapien von Grawe wird die Selbstmanagement-Therapie den Problemlöse-Therapien zugeordnet; diesen wiederum bescheinigte die Forschergruppe um Grawe ein ganz außerordentlich günstiges Wirkungsprofil.

## Abgrenzung zum Zeitmanagement
Ein verwandter Bereich des Selbstmanagements ist das Zeitmanagement, welches für ähnliche Berufsgattungen besonders relevant zu sein scheint. Sowohl im kognitiv-behavioralen Ansatz des Selbstmanagements als auch des Zeitmanagements wird vorgeschlagen, dass Personen sich Ziele setzen und sich selbst beobachten sollen (König & Kleinmann, 2006). Es existieren jedoch auch bestimmte Unterschiede zwischen den beiden Begriffen. „Erstens ist das Selbstmanagement häufiger auf ein einzelnes Problem bezogen.“ (König & Kleinmann, 2006, S. 341.) Beim Zeitmanagement steht demgegenüber eher ein allgemein verbesserter Umgang mit der Zeit im Vordergrund. Dabei spielt das Setzen von Prioritäten eine entscheidende Rolle. Zweitens ist die Zeitmanagement-Forschung weniger theoretisch als die Selbstmanagement-Forschung. „Am Anfang der Forschung stand die Beobachtung, dass Zeitmanagement in vielen Kontexten und in vielen Ratgebern eine wichtige Bedeutung zugemessen wird, und die Annahme, dass das Anwenden von Zeitmanagement-Techniken gut für die Leistung und gut gegen Stress sein sollte.“ (König & Kleinmann, 2006, S. 341.) Fragebögen, welche das Zeitmanagement als Trait erfassen, sind der „Time Management Behavior Scale“ (TMBS; Macan, 1994; Macan et al. 1990, zitiert nach König & Kleinmann 2006) und der „Time Management Questionnaire“ (TMQ; Britton & Tesser, 1991, zitiert nach König & Kleinmann, 2006). Mit ihnen wurden unter anderem Trainings evaluiert.